# Miracle (Calvin Harris & Ellie Goulding)
Miracle is een nummer van de Schotse dj Calvin Harris en de Engelse zangeres Ellie Goulding uit 2023.
Het was de derde keer dat Harris en Goulding samenwerkten, na de hits I Need Your Love (2013) en Outside (2014). "Miracle" bevat een sample uit The Worm van The Jimmy McGriff Organ Blues Band, maar doet ook denken aan Children van Robert Miles. Harris heeft zich voor "Mircale" laten inspireren door de trance uit de jaren '90, wat duidelijk te horen is. In die tijd begon Harris met het maken van muziek. Met dit nummer is het voor het eerst dat Harris een tranceplaat aflevert. 
Op het nummer zingt Ellie Goulding hoe ze spijt heeft van de manier waarop ze haar geliefde heeft behandeld. Ze erkent dat ze hem veel pijn en onrust heeft bezorgd, maar kan niet ontkennen dat ze zich tot hem aangetrokken voelt en bang is hem te verliezen. Goulding hoopt dat haar geliefde gelooft dat ze een wonderbaarlijke transformatie kan ondergaan, en haar nog één kans geeft.
"Miracle" werd in een aantal Europese landen een hit. Het nummer bereikte de 2e positie in het Verenigd Koninkrijk. In de Nederlandse Top 40 haalde het de 2e positie, en in de Vlaamse Ultratop 50 de 3de.